# Barlinek (gmina)
Barlinek – gmina miejsko-wiejska położona jest we wschodniej części powiatu myśliborskiego w województwie zachodniopomorskim.
Siedzibą gminy jest miasto Barlinek.
Miejsce w województwie (na 114 gmin): powierzchnia – 27, ludność – 17.
Według danych z 31 grudnia 2017 roku gminę zamieszkiwało 19449 osób.

## Położenie
Sąsiednie gminy:
- Myślibórz i Nowogródek Pomorski (powiat myśliborski)
- Pełczyce (powiat choszczeński)
- Lipiany i Przelewice (powiat pyrzycki)
- Dolice (powiat stargardzki)

w województwie lubuskim:
- Kłodawa (powiat gorzowski)
- Strzelce Krajeńskie (powiat strzelecko-drezdenecki)

Do 31 grudnia 1998 r. wchodziła w skład województwa gorzowskiego.
Gmina stanowi 21,9% powierzchni powiatu.

## Demografia
Dane z 31 grudnia 2007:
| Opis                              | Ogółem | Ogółem | Kobiety | Kobiety | Mężczyźni | Mężczyźni |
| --------------------------------- | ------ | ------ | ------- | ------- | --------- | --------- |
| jednostka                         | osób   | %      | osób    | %       | osób      | %         |
| populacja                         | 19 568 | 100    | 9852    | 50,3    | 9716      | 49,7      |
| gęstość zaludnienia (mieszk./km²) | 75,6   | 75,6   | 38,0    | 38,0    | 37,6      | 37,6      |

Gminę zamieszkuje 29,0% ludności powiatu.
- Piramida wieku mieszkańców gminy Barlinek w 2014 roku[3].

## Przyroda i turystyka
Gmina leży na Pojezierzu Myśliborskim i Równinie Gorzowskiej. We wschodniej części gminy znajduje się fragment Barlinecko-Gorzowskiego Parku Krajobrazowego z dwoma rezerwatami: "Skalisty Jar Libberta" i "Markowe Błota". W gminie został wytyczony niebieski szlak turystyczny prowadzący przez Park. Tereny leśne zajmują 50% powierzchni gminy, a użytki rolne 40%.
Regionalnym produktem kulinarnym są miody Puszczy Barlineckiej.

## Komunikacja
Przez gminę Barlinek prowadzą drogi wojewódzkie nr 156, łącząca Barlinek z Lipianami (19 km) i Strzelcami Krajeńskimi (26 km), nr 151 do Gorzowa Wielkopolskiego (32 km) i przez Pełczyce (8 km) do Choszczna (28 km). Odległość z Barlinka do stolicy powiatu, Myśliborza wynosi 33 km (jadąc drogami nr 156, 3 i 26).
Barlinek uzyskał połączenie kolejowe w 1883 r. po doprowadzeniu linii kolejowej z Głazowa, w 1898 r. zbudowano odcinek do Choszczna. Linia została zamknięta w 1991 r. Parę lat później odcinek Barlinek – Głazów został rozebrany.
W gminie czynne są 2 urzędy pocztowe: Barlinek (nr 74-320) i Mostkowo (nr 74-322).

## Historia i zabytki
- Na terenie gminy znajduje się wieś Dziedzice, będąca najstarszą wsią historycznie kaszubską, datowaną symbolicznie na 512 r. n.e.[4]
- Kościół Niepokalanego Serca Najświętszej Maryi Panny w Barlinku

## Administracja
W 2016 r. wykonane wydatki budżetu gminy wynosiły 73,1 mln zł, a dochody budżetu 74,9 mln zł. Zobowiązania samorządu (dług publiczny) według stanu na koniec 2016 r. wynosiły 14,7 mln zł, co stanowiło 19,6% poziomu dochodów.

## Miejscowości
Miasto (od 1278 r.)Barlinek
Sołectwa gminy BarlinekDziedzice, Dzikowo, Dzikówko, Jarząbki, Krzynka, Lutówko, Łubianka, Moczkowo, Moczydło, Mostkowo, Okunie, Osina, Ożar, Płonno, Równo, Rychnów, Strąpie, Swadzim-Wiewiórki i Żydowo.
Pozostałe miejscowościBłonie, Brunki, Brynka, Janowo, Kryń, Laskówko, Niepołcko, Nowa Dziedzina, Okno, Podgórze, Rówienko, Słonki, Sucha, Więcław, Wilcze.

## Sport
Funkcjonujące w gminie kluby piłkarskie to: Pogoń Barlinek, Koral Mostkowo, Iskra Lutówko i Grom Płonno. Kiedyś istniało jeszcze kilka innych klubów na terenie gminy. Największym ośrodkiem sportu w gminie jest Barlinek. Istnieją tam kluby: lekkoatletyki, tenisa, sztuk walki, szachów oraz klub żeglarski.